# Monic Hendrickx
Monic Hendrickx (Sint Anthonis, 3 dicembre 1966) è un'attrice olandese.

## Biografia
Nata a Sint Anthonis nei paesi bassi nel 1966, tuttavia ha vissuto a Paramaribo in Suriname da quando aveva tre anni. Ha studiato recitazione al Toneelschool di Maastricht.  Ha debuttato come attrice nella pellicola di Karim Traïdia:   La sposa polacca nel 1998.

## Filmografia (parziale)
- La sposa polacca (De Poolse bruid) - regia di Karim Traïdia (1998)
- Zus & Zo - regia di Paula van der Oest (2001)
- The Moving True Story of a Woman Ahead of Her Time - regia di Pieter Verhoeff (2001)
- Unfinished Sky - regia di Peter Duncan (2007)
- The Letter for the King - regia di Pieter Verhoeff (2008)
- De Storm - regia di Ben Sombogaart (2009)
- Sonny Boy  - regia di Maria Peters (2011)
- Het Bombardement - regia di Ate de Jong (2012)
- Nena - regia di Saskia Diesing (2014)
- Kenau - regia di Maarten Treurniet (2014)
- De Held  - regia di Menno Meyjes (2016)
- Gli eredi della notte (Die Erben der Nacht) - serie TV (2019)
- De Belofte van Pisa - regia di Mano Bouzamour (2019)
- Ferry - regia di Cecilia Verheyden (2021)
- Ferry 2, regia di Wannes Destoop (2024)

## Riconoscimenti
- Shooting Stars Award (2005)
- AACTA alla miglior attrice (2008)